# Anna (mini-série)
Pour les articles homonymes, voir Anna.
Anna est une mini-série italienne créée par Niccolò Ammaniti. La série, constituée de six épisodes, est basée sur le roman homonyme d'Ammaniti publié en 2015. Elle est diffusée pour la première fois en Italie le 23 avril 2021 sur la chaîne Sky Atlantic et sur les services de Sky Italia. En Allemagne et en France, elle est diffusée sur Arte à partir du 4 novembre 2021.

## Synopsis
Une épidémie, « la Rouge », causée par un virus provenant de Belgique a provoqué la mort de tous les adultes. Seuls les enfants sont immunisés, jusqu'à leur puberté. Anna est une jeune fille de 13 ans. Après la mort de sa mère, elle cherche à protéger son petit frère Astor par tous les moyens. Pour le protéger des dangers de l'extérieur, elle le garde isolé dans la maison de famille, pendant qu'elle va chercher de la nourriture. L'ancien monde des adultes n'existe plus et les enfants doivent apprendre à survivre.

## Fiche technique
Sauf indication contraire, les informations mentionnées dans cette section peuvent être confirmées par les bases de données cinématographiques IMDb et Allociné,  présentes dans la section « Liens externes ».
- Titre original : Anna
- Création : Niccolò Ammaniti, d'après son roman du même nom
- Réalisation : Niccolò Ammaniti
- Scénario : Niccolò Ammaniti et Francesca Manieri[1]
- Photographie : Gian Enrico Bianchi
- Montage : Clelio Benevento
- Musique : Rauelsson
- Production : Niccolò Ammaniti
Erik Paoletti
- Producteurs délégués : Mario Gianani, Lorenzo Mieli, Lorenzo Gangarossa, Ludovica Damiani
- Société(s) de production : Sky Studios, Wildside, Arte France, The New Life Company et Kwaï[2]
- Société(s) de distribution : Fremantle[2]
- Pays d’origine :  Italie
- Langue originale : italien
- Chaîne d’origine : Sky Atlantic
- Format : couleur 2,35:1
- Genre : drame
- Durée : 50 minutes, durée totale de la série : environ 5 heures (soit 300 minutes).
- Diffusion :
  - Italie : 23 avril 2021[3]
  - Allemagne, France : 4 novembre 2021

## Distribution
Sauf indication contraire, les informations mentionnées dans cette section peuvent être confirmées par les bases de données cinématographiques IMDb et Allociné,  présentes dans la section « Liens externes ».

### Personnages principaux
- Giulia Dragotto : Anna Salemi, une Sicilienne de 13 ans
- Alessandro Pecorella : Astor, le petit frère d'Anna
- Elena Lietti : Maria Grazia, la mère d'Anna et d'Astor
- Roberta Mattei : Katia, une femme mystérieuse appelée la Demoiselle (Picciridduna)
- Giovanni Mavilla : Pietro, un adolescent qui devient l'ami d'Anna
- Clara Tramontano : Angelica, une adolescente qui mène le gang des « Bleus » et des « Blancs »
- Viviana Mocciaro : Anna enfant
- Nicola Mangano : Astor bébé

### Personnages secondaires
- Corrado Fortuna : Damiano, père d'Astor
- Giovanni Calcagno : Marco Salemi, père d'Anna
- Chiara Muscato : enseignante d'Anna
- Danilo et Dario Di Vita : les frères jumeaux Mario et Paolo
- Tommaso Ragno : le père des jumeaux
- Miriam Dalmazio : Ginevra
- Matilde Sofia Fazio : Angelica enfant
- Sara Ciocca : Blanche-Neige
- Oro De Commarque : Cendrillon
- Elisa Miccoli : le Petit Chaperon rouge
- Ludovico Colnago : Pietro enfant
- Adele Perna : la mère de Pietro
- Vincenzo Masci : Nucci
- Nicola Nocella : Saverio
- Sergio Albelli : le Pape

## Épisodes
| Numéro | Titre                                 | Titre original                     | Diffusion     |
| ------ | ------------------------------------- | ---------------------------------- | ------------- |
| 1      | La forêt nous protège                 | Il bosco ci protegge               | 23 avril 2021 |
| 2      | Tu devras faire de la glace           | Tu devi fare il gelato             | 23 avril 2021 |
| 3      | Les hyènes ricanent                   | Ridono le iene                     | 23 avril 2021 |
| 4      | Le Sanglier invisible                 | Il cinghiale invisibile            | 23 avril 2021 |
| 5      | Les chats sont les plus forts         | I gatti sono superiori             | 23 avril 2021 |
| 6      | Choses à faire quand maman sera morte | Cose da fare quando la mamma muore | 23 avril 2021 |

## Production
Le tournage de la série a eu lieu en Sicile, entre Bagheria (Villa Valguarnera), Palerme, Messine et dans les environs de Santa Teresa di Riva, Gibellina, Salemi et Santa Ninfa. Le tournage a commencé six mois avant le début de la pandémie de COVID-19.